# Pheidole crassinoda
Pheidole crassinoda är en myrart som beskrevs av Carlo Emery 1895. Pheidole crassinoda ingår i släktet Pheidole och familjen myror.

## Underarter
Arten delas in i följande underarter:
- P. c. crassinoda
- P. c. pluto
- P. c. ruspolii
- P. c. sordidula